# Tom Kollins
Tom Kollins (* 6. Februar 1936; † 22. Juni 2020; eigentlich Thomas Kalinowski) war ein US-amerikanischer Snooker- und Poolbillardspieler sowie Billardfunktionär und -trainer, der fünfmal die Snooker-Meisterschaft der Vereinigten Staaten gewinnen konnte und später Vize-Präsident der United States Snooker Association wurde.

## Karriere
Kollins wurde 1936 als Thomas Kalinowski geboren und wuchs in Pennsylvania auf, bevor er heiratete, nach Detroit zog und dort im Radiobusiness arbeitete. Er entdeckte das Poolbillard für sich, als er 1949 als Zeitungsausträger auf eine Poolbillardhalle traf. In den 1960er-Jahren gewann er zweimal die Michigan Straight Pool Championship; in den folgenden Jahren erreichte er dreimal die besten zehn Plätze der US Open. Auch noch Jahrzehnte später hatte er im Poolbillard Erfolg. 1977 entdeckte er jedoch das Snooker für sich, auch wenn Snooker zu diesem Zeitpunkt in den USA so gut wie gar nicht vertreten war. Zwischen 1968 und 1974 hatte er zudem als Manager einer Billardsparte eines Detroiter Sportvereins gearbeitet, bevor er sich 1974 als Billardtrainer selbstständig machte. Im selben Jahr erreichte Kollins das Finale eines Turnieres, das später zumindest von der Datenbank CueTracker als erste Ausgabe der Snooker-Meisterschaft der Vereinigten Staaten geführt wurde, in dem er aber gegen Eric Connelly verlor.
Ab diesem Zeitraum nahm er jährlich als Kapitän des US-Teams an der International Snooker League teil, einem Amateurturnier für alle Spieler weltweit. Außerdem nahm er insgesamt zweimal am IBSF World Snooker Team Cup teil. Davon abgesehen verdiente sich Kollins während der 1980er ein Zubrot durch das Verkaufen von Videokassetten von Poolbillardspielern. 1984 nahm Kollins erstmals an der Amateurweltmeisterschaft teil, schied aber mit zwei Siegen aus acht Spielen in der Gruppenphase aus. 1991 gewann er die erste, vom Snookerverband der USA anerkannte US-Meisterschaft im Snooker, als er im Finale John Abruzzo mit 4:2 besiegte.
Noch im selben Jahr nahm er – wieder ohne größeren Erfolg – an der Amateurweltmeisterschaft teil, bevor er 1992 gegen John Lewis seinen US-Titel verteidigen konnte. Ebenfalls 1992 schied er bei der Amateurweltmeisterschaft erneut in der Gruppenphase aus. 1993 unterlag er bei der US-Meisterschaft im Halbfinale Mike Massey, gewann aber gegen Lewis das Spiel um Platz 3, ehe er bei der Amateurweltmeisterschaft zum wiederholten Male in der Gruppenphase ausschied. Nachdem er 1994 bei der US-Meisterschaft im Finale gegen David Yao verloren hatte und bei der Amateurweltmeisterschaft erneut in der Gruppenphase ausgeschieden war, musste er sich bei der US-Meisterschaft 1995 bereits im Achtelfinale geschlagen geben. Im selben Jahr scheiterte er bei der Amateurweltmeisterschaft mal wieder in der Gruppenphase.
1996 und 1997 schied Kollins bei der US-Meisterschaft im Viertel- beziehungsweise im Achtelfinale aus. Zugleich nahm er erstmals an der Europameisterschaft teil, konnte aber nicht einen einzigen Frame für sich entscheiden und schied folglich in der Gruppenphase aus. Diese Teilnahme war ihm dadurch möglich, dass die USA zu dieser Zeit mit dem europäischen Verband assoziiert waren. Zwei weitere Male nahm er noch an dem Turnier teil, beispielsweise musste er sich bei der Ausgabe 1997 bereits in der Gruppenphase geschlagen geben. Erst 1998 hatte er wieder Erfolg, als er Tom Karabatsos im Finale der US-Meisterschaft besiegte. Nachdem er 1998 ohne Sieg bei der Amateurweltmeisterschaft wieder in der Gruppenphase ausgeschieden war, konnte er 1999 seinen US-Titel gegen Murali Venkataraman verteidigen. Im selben Jahr konnte er bei der Amateurweltmeisterschaft erneut kein Spiel gewinnen, bevor er im Jahr 2000 im Finale der US-Meisterschaft gegen Ajeya Prabhakar verlor. Nachdem er trotz zweier Sieger bei der Amateurweltmeisterschaft desselben Jahres erneut in der Gruppenphase ausgeschieden war, gelang ihm 2001 die Revanche gegen Prabhakar und er besiegte ihn im Finale der US-Meisterschaft mit 5:0. Es sollte seine letzte Finalteilnahme bei der US-Meisterschaft werden.
2002 nahm Kollins noch einmal ohne größeren Erfolg an der Amateur-Weltmeisterschaft teil. 2008 erreichte er mit 72 Jahren das Viertelfinale der US-Meisterschaft und verlor gegen Raymond Fung; 2009 und 2011 unterlag er in derselben Runde Ahmed Aly Elsayed. 2013 nahm er wieder am Turnier teil und schied spätestens im Viertelfinale aus. Nachdem er 2015 mit 79 Jahren im Viertelfinale wieder gegen Raymond Fung verloren hatte, schied er 2017 bereits in der Gruppenphase aus. Davon abgesehen zog Kollins 2014 wieder in die Umgebung von Detroit, nachdem er knapp 30 Jahre lang in Chicago gewohnt hatte. Kollins, der im Juni 2020 siebenfacher Vater, zwanzigfacher Großvater und 25-facher Urgroßvater war, war laut Ajeya Prabhakar der am meisten beachtete US-Snookerspieler. Mit seinen fünf Titeln war er lange Zeit Rekordtitelträger bei der US-Meisterschaft, bis Ahmed Aly Elsayed 2021 mit seinem 6. Titel neuer alleiniger Rekordsieger wurde. Zugleich stellte Kollins mit einem 123er-Break auch einen Rekord für das höchste Break der Turniergeschichte auf. Zudem engagierte er sich auch als Billardfunktionär, so war er Vizepräsident der United States Snooker Association. Ebenso vertrat er während den 1990er-Jahren die USA bei der International Billiards & Snooker Federation.
Kollins erkrankte ungefähr zum Jahresanfang 2020 an Prostatakrebs und verstarb am 22. Juni 2020 im Alter von 84 Jahren, während er gerade einem Snookerspiel zuhörte. Ajeya Prabhakar, Ex-Spieler und Präsident des US-Verbandes, bedauerte den „großen Verlust für unsere Sportart“. Der Weltverband IBSF würdigte Kollins als „herausragende Figur in der Geschichte der Organisation und des Sports in den Vereinigten Staaten“.

## Erfolge
| Ausgang         | Jahr | Turnier                                                    | Finalgegner         | Ergebnis |
| --------------- | ---- | ---------------------------------------------------------- | ------------------- | -------- |
| Amateurturniere |      |                                                            |                     |          |
| Zweiter         | 1977 | Snooker-Meisterschaft der Vereinigten Staaten (umstritten) | Eric Connelly       | 2:3      |
| Sieger          | 1991 | Snooker-Meisterschaft der Vereinigten Staaten              | John Abruzzo        | 4:2      |
| Sieger          | 1992 | Snooker-Meisterschaft der Vereinigten Staaten              | John Lewis          | 4:3      |
| Zweiter         | 1994 | Snooker-Meisterschaft der Vereinigten Staaten              | David Yao           | 2:5      |
| Sieger          | 1998 | Snooker-Meisterschaft der Vereinigten Staaten              | Tom Karabatsos      | 5:4      |
| Sieger          | 1999 | Snooker-Meisterschaft der Vereinigten Staaten              | Murali Venkataraman | 5:0      |
| Zweiter         | 2000 | Snooker-Meisterschaft der Vereinigten Staaten              | Ajeya Prabhakar     | 3:5      |
| Sieger          | 2001 | Snooker-Meisterschaft der Vereinigten Staaten              | Ajeya Prabhakar     | 5:0      |